# 1972년 대한민국
이 문서는 1972년 대한민국에서 일어난 사건을 다룬다.

## 재임자
제3공화국
- 대통령 : 박정희
- 국무총리 : 김종필

제4공화국 (10월 17일~)
- 대통령 : 박정희
- 국무총리 : 김종필

## 사망
김두한(1972년11월26일)